# Schweißlatte
Die Schweißlatte ist in der Schifffahrt ein Metallträger, welcher im Frachtraum die Transportgüter vor Kondenswasser an den Außenwänden schützt, das sich dort durch Temperaturunterschiede bildet (dem sog. Schweiß). Durch das Anbringen der Schweißlatten wird verhindert, dass das Frachtgut mit der Wand in Kontakt kommt und so Feuchtigkeit aufnimmt.
Schweißlatten waren früher vor allem auf Stückgutfrachtern in Gebrauch. Sie bestanden in der Regel aus Fichtenholzbrettern mit ca. 16 cm × 4,5 cm Querschnitt. Sie wurden von stählernen Schweißlattenhaken gehalten, die auf den Spanten aufgeschweißt waren. Es kam praktisch auf jede Reise vor, dass Schweißlatten durch verrutschende schwere Ladung beschädigt wurden. Es war Aufgabe des Schiffszimmermanns, sie zu ersetzen.